# Devča
Devča es un pueblo ubicado en la municipalidad de Merošina, en el distrito de Nišava, Serbia.

## Superficie
Posee una superficie de 24,13 kilómetros cuadrados.

## Demografía
Hasta 2011 la población era de 385 habitantes, con una densidad de población de 15,95 habitantes por kilómetro cuadrado.